# Ralph Goings
Ralph Goings (* 9. Mai 1928 in Corning, Kalifornien; † 4. September 2016) war ein US-amerikanischer Maler.

## Leben
Seine Ausbildung absolvierte Goings 1953 am California College of the Arts in Oakland und als erweitertes Studium bis 1965 am State College in Sacramento.
Goings malte bereits in den 1960ern realistische Bilder und fand schnell zum Fotorealismus, den er in den 1970ern zum Hyperrealismus umwandte. Goings Thema ist der US-amerikanische Alltag, wobei er selten Menschen malt, sondern vorwiegend Gegenstände und Straßenszenen. Er bediente sich dabei der fotografischen Vorlage von eigenen Aufnahmen. In seinem Werk fanden vor allem zwei große Themen Platz: Einerseits Automobile, vorwiegend Lastwagen und Pick-Ups, andererseits Detailansichten der Gegenstände auf Tischen in Restaurants, wie Zahnstocherbehälter, Salz- und Pfefferstreuer oder Ketchupflaschen.
Goings Bilder wurden weltweit ausgestellt und sind in zahlreichen Sammlungen vertreten. 1972 war Goings Teilnehmer der Documenta 5 in Kassel in der Abteilung für Realismus. Einer seiner größten Förderer war der New Yorker Galerist Louis K. Meisel.
Goings lebte abwechselnd in New York und Santa Cruz.